# Ihagee

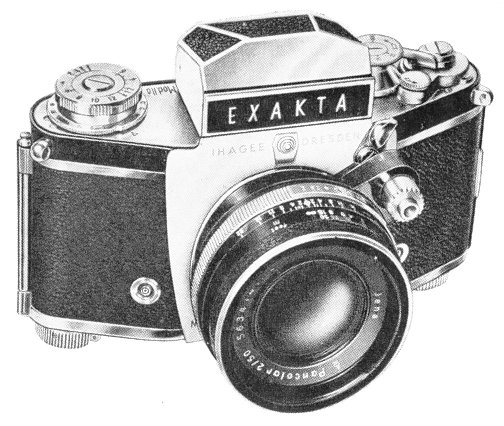
Exakta Varex

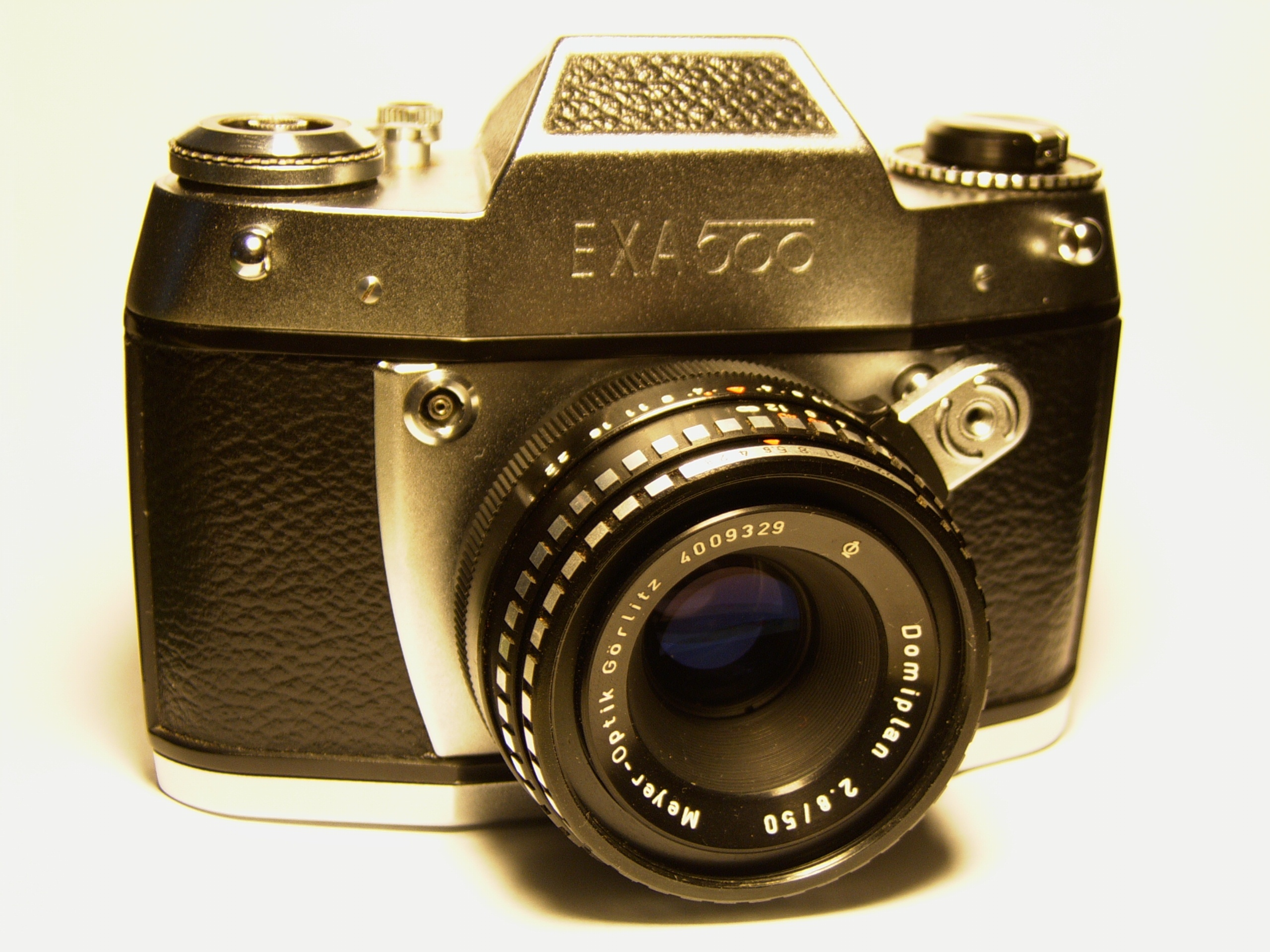
Exa 500

Ihagee byl německý výrobce fotoaparátů, společnost, kterou proslavily jedny z nejlepších zrcadlovek - fotoaparáty Exakta.

## Historie
Název Ihagee pochází z názvu společnosti „Industrie- und Handelsgesellschaft mbH“ založené v roce 1912 holanďanem Johanem Steenbergenem v Drážďanech, později známé pod značkou IHG. V roce 1918 se připojilo dalších šest podílníků a vznikla firma Ihagee Kamerawerk Steenbergen & Co.
Firma vyráběla různé fotoaparáty. V roce 1933 navrhl inženýr Karl Nüchterlein, který ve firmě působil už deset let sérii prvních jednookých zrcadlovek Kine Exakta, která se stala velmi úspěšnou a vyráběla se několik desetiletí. Série začala v roce 1933 standardním modelem Exakta, na film 127 mm. O tři roky později následovala Kine Exakta 35 mm. Ihagee také později vyráběla menší verzi Exakty zvanou Exa.
Začátkem války byl Nuchterlein v továrně považován za nepostradatelného, ale kvůli problémům se zaměstnanci byl poslán na frontu, odkud se nevrátil. V roce 1944 byl prohlášen za nezvěstného.
Informací o společnosti Ihagee z období druhé světové války je jen velmi málo. Usuzuje se, že firma vyráběla optické přístroje pro armádu, pravděpodobně fotoaparáty, možná i optická zařízení pro ponorky atd. Z tohoto období pocházejí zobrazení znaku Exakty s hákovým křížem. Provozy společnosti byly zničeny během bombardování Drážďan v dubnu 1945. Po válce továrnu obnovil Sovětský svaz a výroba fotoaparátů pokračovala. Verze Exakty z roku 1950 byla prvním modelem na světě s vyměnitelnými hledáčky. V roce 1951 převzala výrobu firma Pentacon. Fotoaparát Exakta se vyráběl od roku 1936 až do roku 1969.